# Komuna e Velçanit
Komuna e Velçanit är en kommun i Albanien.   Den ligger i prefekturen Qarku i Korçës, i den centrala delen av landet, 70 km sydost om huvudstaden Tirana.
Omgivningarna runt Komuna e Velçanit är en mosaik av jordbruksmark och naturlig växtlighet.  Runt Komuna e Velçanit är det ganska tätbefolkat, med 75 invånare per kvadratkilometer.